# Balli Kombëtar
De Balli Kombëtar was een nationalistisch Albanees en anticommunistisch paramilitaire groepering gedurende de Tweede Wereldoorlog. Zij vochten aanvankelijk tegen de Italiaanse en Duitse bezetters en de communistische bewegingen in Albanië maar later in de strijd voor een Groot-Albanië, waar zij ditmaal met de Duitsers collaboreerden, ook tegen de Joegoslavische partizanen, de Servische Četniks en de Nationaal Republikeinse Griekse Liga. Ook de niet-Albanese burgerbevolking, hoofdzakelijk de Serviërs en Grieken, moest het tijdens dit geweld door de Balli Kombëtar ontgelden.

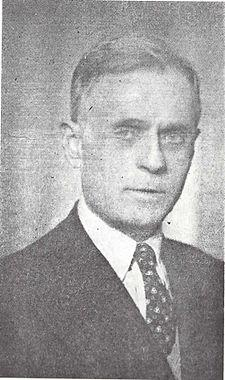
Oprichter Midhat Frashëri (1880-1949)

De oprichter Midhat Frashëri was ervan overtuigd dat de Albanese vilajets onterecht werden afgesneden van Albanië en werden prijsgegeven aan Joegoslavië en Griekenland in 1913. Na de Eerste Wereldoorlog pleitte hij daarom voor het gewenste Groot-Albanië. Geïnspireerd door de voormalige Albanese verzetsstrijders tegen het Ottomaanse Rijk, Abdyl Frashëri, Ymer Prizreni en Isa Boletini richtte hij de Balli Kombëtar op. De groep had een ideologie dat Albanezen bij het Arische ras hoorden en werden door deze theorie gesteund door de nazi's.
Als gevolg van partij kiezen voor de nazi's werd de groep kort na de oorlog verslagen door de Volksrepubliek Albanië. De leden werden geëxecuteerd of gevangen houden. Ook ontvluchtten vele leden het land.